# 林梅
林梅（1491年—1547年），字魁春，嚴嵩为其改字以和，號朴山，福建漳州府漳浦縣人，明朝政治人物。

## 生平
正德十一年（1516年）丙子科福建鄉試第十八名舉人。嘉靖八年（1529年）中式己丑科會試第一百九十七名，登第三甲第六十三名進士。刑部观政，丁外艰，守制家居。服阕，嘉靖十一年授户部贵州司主事，监督簧土等倉，又督课江州钞关，十四年进署陕西司员外郎事主事，十五年實授员外郎，十六年晋山东司郎中，督运粮储，调河南司郎中，忤权贵落职，十九年（1540年）出知泰安州。轉广西庆远府同知，取道归省，丁母忧。服除，二十三年补任江西南安府，擢南京刑部员外郎，尋轉礼部精膳司郎中，二十五赴任南京，二十六年秋七月十一日病卒于官舍，年五十七。

## 家族
曾祖林昌吉；祖父林弘貴；父林喬，母陳氏。具慶下。